# Варнашка крепост
Варнашката крепост (на гръцки: Κάστρο του Βάρνακα, Βαρνάτσας) е средновековна крепост от XIII век на Епирското деспотство, разположена край днешното село Варнакас, дем Ксиромеро, Гърция. От 1460 година е османска крепост.